# Circuit International Automobile Moulay el Hassan
Der Circuit International Automobile Moulay el Hassan (ehemals Marrakech Street Circuit, Marrakech Racetrack, Circuit de Marrakech) ist ein teilpermanenter Stadtkurs in Marrakesch (Marokko) mit einer Länge von 2,971 km.

## Geschichte

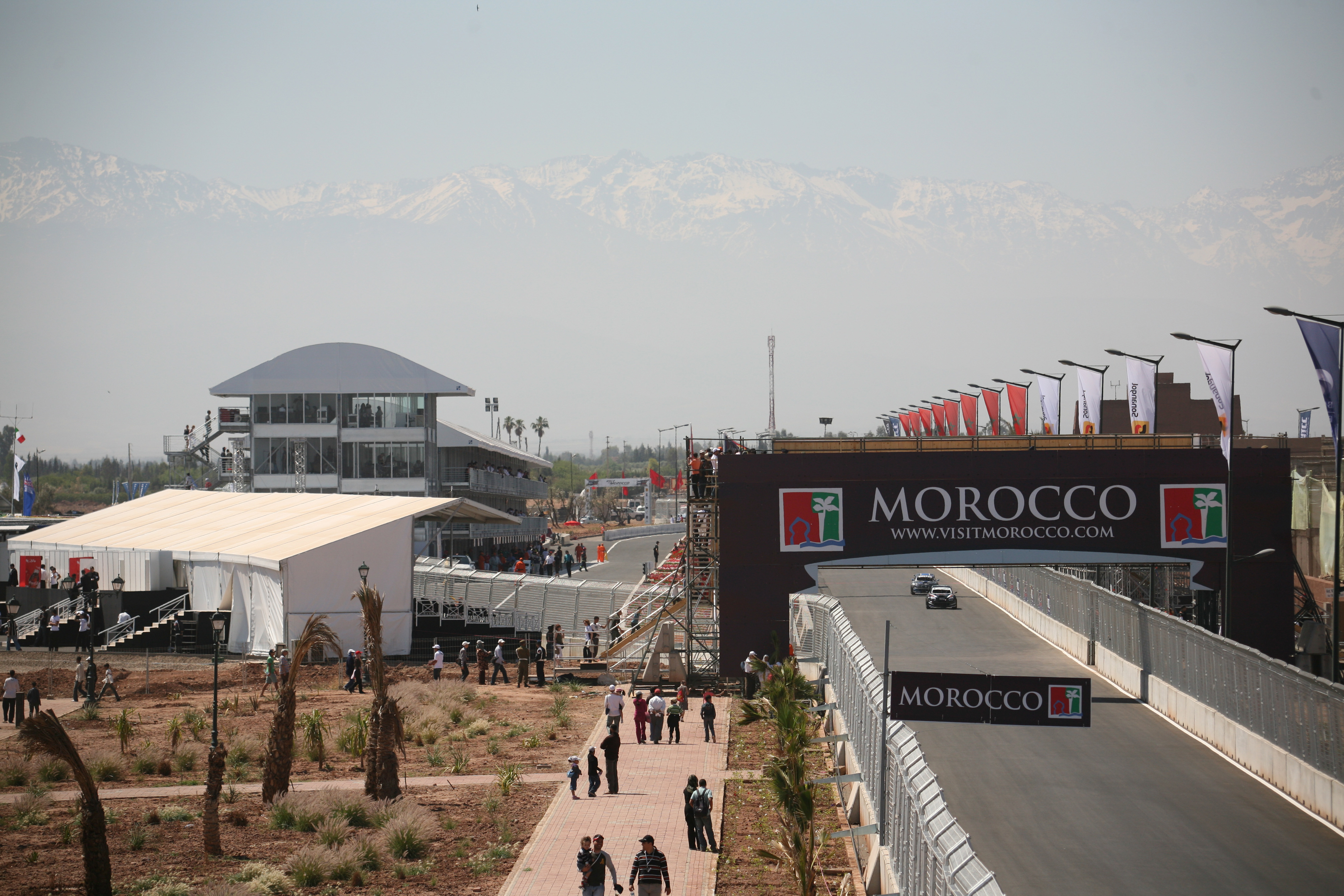
Boxenanlage des Marrakech Street Circuits bei der ersten Veranstaltung 2009

2009 fand erstmals ein WTCC-Rennen auf der damals 4,545 km langen Strecke statt. Die erste Version wurde von D3 Motorsports entworfen, die bereits eine Reihe anderer Straßenkurse – wie Surfers Paradise (Australien) und Durban (Südafrika) – entworfen hatten. Beim Bau der Strecke wurden mehr als 2.500 Betonblöcke verbaut. 2010 wurden das Layout aufgrund der Erfahrungen des ersten Events leicht angepasst und die Strecke neu asphaltiert. Während der Event 2011 aus finanziellen Gründen abgesagt wurde, konnte 2012 eine mehrjährige Vereinbarung zwischen der WTCC und den lokalen Veranstaltern geschlossen werden, die unter anderem den Umbau von einem temporären in einen semi-permanenten Kurs durch Errichtung einer permanenten Boxenanlage vorsah.
Ende 2015 wurde der Kurs entsprechend nach Planungen des deutschen Ingenieurbüros Tilke Ingenieure & Architekten umgebaut und verkürzt. Die Strecke verfügt seitdem über 15 Kurven und nutzt einen 1,7 km langen Abschnitt einer speziell gebauten Strecke, die durch das ehemalige Fahrerlager verläuft. Der Rest des Kurses nutzt einige Straßen des modernen Hotelviertels von Marrakesch. Der FIA-Grade 2 homologierte Kurs verläuft gegen den Uhrzeigersinn. Ein Ziel der neuen Anlage ist es, den lokalen Amateuren einen neuen Veranstaltungsort zu bieten, auf dem sie das ganze Jahr über Rennen fahren können.

## Veranstaltungen
Die WTCC trat mit einer Unterbrechung 2011 von 2009 bis 2019 (zuletzt als FIA WTCR) auf dieser Strecke an. 2010 fuhr die FIA-Formel-2-Meisterschaft auf dieser Rennstrecke, 2012–2014 startet die Auto GP World Series in Marrakesch. Die Strecke wurde Anfang 2012 nach dem 2003 geborenen Thronerben Marokkos Moulay el Hassan in Circuit International Automobile Moulay el Hassan umbenannt.
Von 2016 bis 2019 sowie 2021 trug die FIA-Formel-E-Meisterschaft den Marrakesch ePrix auf dem Kurs aus.
Aktuell (Stand 2024) startet die TCR World Tour auf dem permanenten Teil der Strecke.

## Sonstiges
Im Innenbereich des permanenten Rennstreckenteils ist eine Kartbahn errichtet worden.